# Эльфман, Дэнни
Дэ́ниел Ро́берт «Дэ́нни» Э́льфман (англ. Daniel Robert «Danny» Elfman; род. 29 мая 1953[…], Лос-Анджелес, Калифорния, США) — американский музыкант-инструменталист и композитор, автор музыки ко многим голливудским фильмам. Постоянный автор музыки к фильмам своего друга режиссёра Тима Бёртона; кроме того, часто сотрудничал с Сэмом Рэйми. Бывший вокалист нью-вейв-группы Oingo Boingo . Четырёхкратный номинант на премию «Оскар» (2004, 2009, дважды в 1998). Обладатель премий «Грэмми» и «Эмми» (за музыку к мультсериалу «Симпсоны»), шестикратный обладатель премии «Сатурн» и многократный номинант на BAFTA и «Золотой глобус».

## Ранние годы
Эльфман родился в Лос-Анджелесе, штат Калифорния, в еврейской семье польско-еврейского и русско-еврейского происхождения. Он сын Блоссом Эльфман (урождённой Бернштейн), писательницы и учительницы, и Милтона Эльфмана, учителя, служившего в ВВС, и брат актёра, музыканта и журналиста Ричарда Эльфмана. Эльфман вырос в расово смешанной зажиточной общине в Болдуин-Хиллз, Калифорния, где он проводил много времени в местном кинотеатре, знакомясь с классическими научно-фантастическими фильмами, фэнтези и фильмами ужасов, и впервые познакомился с музыкой таких кинокомпозиторов, как Бернард Херрманн и Франц Ваксман.
В ранние школьные годы Эльфман проявлял склонность к наукам, почти не интересуясь музыкой, и даже был отчислен из оркестра начальной школы «за отсутствие склонности к музыке». Все изменилось, когда в конце 1960-х годов он перешёл в другую школу и попал в музыкальную компанию, которая познакомила его с ранним джазом и творчеством Стравинского и его современников XX века:
Закончив школу досрочно и планируя путешествовать по миру, Эльфман последовал за своим братом Ричардом во Францию, где играл на скрипке в авангардно музыкально-театральной группе Жерома Савари Le Grand Magic Circus. Затем он отправился в десятимесячное самостоятельное путешествие по Африке, занимаясь выступлениями и собирая различные западноафриканские ударные инструменты, пока ряд болезней не заставил его вернуться домой. В это время Ричард создавал новую музыкально-театральную группу в Лос-Анджелесе.
Хотя Эльфман никогда официально не был студентом Калифорнийского института искусств, преподаватель кафедры индонезийской музыки Ньоман Вентен поощрял его посещать занятия и исполнять музыку в течение двух лет.

## Карьера

### Oingo Boingo
После возвращения в Лос-Анджелес из Африки в начале 1970-х годов Эльфман получил предложение от своего брата Ричарда стать музыкальным руководителем его труппы уличного театрального перформанса The Mystic Knights of the Oingo Boingo. 
Эльфману было поручено адаптировать и аранжировать джаз 1920-х и 1930-х годов и музыку биг-бендов таких исполнителей, как Кэб Кэллоуэй, Дюк Эллингтон, Джанго Рейнхардт и Жозефина Бейкер для ансамбля, в состав которого входило до 15 исполнителей, игравших на 30 инструментах. Он также сочинял оригинальные произведения и помогал создавать уникальные инструменты для группы, в том числе алюминиевый гамелан, «шлитц-челесту», сделанную из настроенных пивных банок, и «оркестр свалки», собранный из автомобильных запчастей и мусорных баков.
Группа Mystic Knights выступала на улицах и в ночных клубах Лос-Анджелеса, пока Ричард не ушёл в 1979 году, чтобы заняться кинематографом. В качестве прощания с оригинальной концепцией группы Ричард снял фильм «Запретная зона», основанный на сценических выступлениях Mystic Knights. Эльфман написал песни и свою первую партитуру для фильма, а также появился в роли персонажа Сатаны, который исполняет переработанную версию песни Кэллоуэя «Minnie the Moocher», а участники ансамбля играют на подпевках в качестве приспешников.
До выхода «Запретной зоны» Эльфман в том же 79 году возглавил группу Mystic Knights в качестве вокалиста и автора песен, сократив состав группы до восьми человек, а название до Oingo Boingo, и записываясь и гастролируя как группа новой волны под влиянием ска. Их самым большим успехом среди восьми студийных альбомов, сочинённых Эльфманом, стал альбом 1985 года Dead Man’s Party, включавший хитовую песню «Weird Science» из одноимённого фильма. Группа также исполнила свой сингл «Dead Man’s Party» в фильме 1986 года «Снова в школу», для которого Эльфман также написал музыку. В конце 1980-х годов Эльфман перевёл группу на более гитарно-ориентированное рок-звучание, которое продолжалось до их последнего альбома Boingo 1994 года.
Ссылаясь на постоянное ухудшение слуха от живых выступлений и конфликты с его карьерой кинокомпозитора, Эльфман прекратил деятельность Oingo Boingo в 1995 году, проведя серию из пяти распроданных финальных концертов в Universal Amphitheatre, завершившихся в ночь Хэллоуина. 31 октября 2015 года Эльфман и гитарист Oingo Boingo Стив Бартек исполнили песню «Dead Man’s Party» с оркестром на бис на концертном исполнении музыки фильма «Кошмар перед Рождеством» в Голливуд-боул. Эльфман сказал зрителям, что это выступление состоялось «20 лет назад», когда группа Oingo Boingo ушла из жизни.

### Музыка к фильмам
Будучи поклонниками группы Oingo Boingo, Тим Бёртон и Пол Рубенс пригласили Эльфмана написать музыку для их первого полнометражного фильма 1985 года «Большое приключение Пи-Ви». Эльфман поначалу опасался из-за отсутствия формального образования и того, что он никогда не писал музыку для полнометражных фильмов, но после того, как Бёртон принял его первоначальную демозапись заглавной музыки и при помощи оркестровки гитариста и аранжировщика Oingo Boingo Стива Бартека, он завершил свою партитуру, отдавая дань своей любви к ранней музыке кино и влиятельным композиторам Нино Рота и Бернарду Херрманну. Эльфман описал первый раз, когда он услышал свою музыку в исполнении полного оркестра, как одно из самых захватывающих впечатлений в своей жизни.
После «Большого приключения Пи-Ви» Эльфман в конце 1980-х годов создавал музыку в основном к причудливым комедиям, включая «Снова в школу» с Родни Дэнджерфилдом в главной роли, «Битлджус» Бёртона и «Новая рождественская сказка» Билла Мюррея. Заметными исключениями были полностью синтезаторная музыка к криминальной драме Эмилио Эстевеса «Мудрость» и музыка в стиле биг-бенд, пропитанная блюзом, к фильму Мартина Бреста «Успеть до полуночи».
В 1989 году знаменитая музыкальная композиция Эльфмана к фильму Бёртона «Бэтмен», получившая премию «Грэмми», ознаменовала собой серьёзный стилистический сдвиг в сторону мрачной, густо оркестрованной музыки в романтической идиоме, которая перешла в его композиции к фильмам «Дик Трейси» Уоррена Битти, «Человек тьмы» Сэма Рэйми и «Ночной народ» Клайва Баркера, вышедшим в 1990 году.
С выходом «Бэтмена» Эльфман прочно установил сотрудничество с Бёртоном на протяжении всей своей карьеры, создав музыку ко всем, кроме трёх, крупным студийным фильмам режиссёра. Среди них — «Эдвард руки-ножницы» (1990), «Бэтмен возвращается» (1992), «Сонная лощина» (1999), «Крупная рыба» (2003) и «Алиса в стране чудес» (2010). В 1993 году, помимо написания партитуры и десяти песен для анимационного фильма «Кошмар перед Рождеством», снятого Бёртоном, Эльфман также озвучил главного героя Джека Скеллингтона, а также побочных персонажей — Корыто и Клоуна без лица. В 2005 году он написал музыку и песни для фильма Бёртона «Труп невесты» и озвучил персонажа Костотряса, а также в том же году написал музыку, песни и вокал Умпа-Лумпы для фильма Бёртона «Чарли и шоколадная фабрика».
Помимо частого сотрудничества с Бёртоном, Рэйми и Гасом Ван Сентом, Эльфман работал с такими известными режиссёрами, как Брайан Де Пальма, Питер Джексон, Джосс Уидон, Эррол Моррис, Энг Ли, Ричард Доннер, Гильермо дель Торо, Дэвид О. Расселл, Тейлор Хэкфорд, Джон Эмиел, Джо Джонстон и Барри Зонненфельд. Его партитуры к фильмам Зонненфельда «Люди в чёрном», Ван Сента «Умница Уилл Хантинг» и «Харви Милк», а также к фильму Бёртона «Крупная рыба» были номинированы на премию «Оскар».
С середины 1990-х годов Эльфман стал работать в различных жанрах, включая триллеры («Долорес Клэйборн», «Простой план», «Королевство»), драмы («Соммерсби», «Гражданский иск», «Хичкок»), инди («Шоссе», «Мой парень — псих», «Не волнуйся, пешком он далеко не уйдёт»), семейные («Флаббер», «Паутина Шарлотты», «Франкенвини», «Ужастики»), документальные («Стандартная рабочая процедура», «Неизвестный известный») и прямые ужасы («Красный дракон», «Человек-волк»), а также заметные работы в хорошо зарекомендовавших себя областях комедии ужасов («Страшилы», «Марс атакует!», «Мрачные тени») и экшены по мотивам комиксов («Халк», «Особо опасен», «Хеллбой II: Золотая армия», «Мстители: Эра Альтрона»).
Среди его работ по франшизам, Эльфман написал партитуры для всех четырёх фильмов «Люди в чёрном» (1997—2019) и всех трёх фильмов «Пятьдесят оттенков серого» (2015—2018). Эльфман написал партитуры для фильмов «Человек-паук» Рэйми в 2002 году и «Человек-паук 2» в 2004 году, темы и подборки из которых были использованы для «Человека-паука 3» Рэйми, хотя Эльфман не сочинял партитуру. Тема Дэнни Эльфмана к фильму «Человек-паук» была включена в фильм «Человек-паук: Нет пути домой», композитором которого выступил Майкл Джаккино. В 1996 году он также создал партитуру для первого фильма из серии «Миссия невыполнима», адаптировав темы для оригинального телесериала Лало Шифрина, а также сочинив свои собственные.
Для нескольких громких проектов сиквелов и перезагрузок в 2010-х годах Эльфман включил устоявшиеся музыкальные темы со своим собственным оригинальным тематическим материалом, включая «Лигу справедливости» , «Гринч», «Дамбо» и «Люди в чёрном: Интернэшнл».
Эльфман снялся в документальном фильме 2016 года «Score», в котором он в числе более 50 кинокомпозиторов обсуждал искусство создания музыки к фильмам и влиятельные фигуры в этом бизнесе.

### Концертная и театральная музыка
Первое произведение Эльфмана — оригинальная концертная музыка Serenada Schizophrana — было написано по заказу Американского оркестра композиторов, премьера которого состоялась 23 февраля 2005 года в Карнеги-холле. Последующие концертные произведения включают его первый скрипичный концерт «Eleven Eleven», написанный по совместному заказу Чешского национального симфонического оркестра, Stanford Live при Стэнфордском университете и Королевского шотландского национального оркестра, премьера которого состоялась в Общественном доме в Праге 21 июня 2017 года с Сэнди Кэмероном на скрипке и Джоном Мосери под управлением Чешского национального симфонического оркестра; фортепианный квартет, написанный по заказу Lied Center for Performing Arts при Университете Небраски и Берлинского филармонического фортепианного квартета, премьера которого состоялась 6 февраля 2018 года в Линкольне, штат Небраска; и квартет ударных инструментов, написанный по заказу Third Coast Percussion, премьера которого состоялась на фестивале Philip Glass Days And Nights Festival в Биг-Суре 10 октября 2019 года.
В 2008 году Эльфман принял свой первый заказ для театра, написав музыку для балета Твайлы Тарп «Rabbit and Rogue», созданного по совместному заказу Американского театра балета и Центра исполнительских искусств округа Орандж, премьера которого состоялась 3 июня 2008 года в Метрополитен-опера, Линкольн-центр. Среди других сценических работ — музыка к спектаклю Cirque du Soleil «Ирис» в 2011 году, а также инцидентная музыка к бродвейской постановке «Гари: продолжение Тита Андроника» Тейлора Мака в 2019 году.

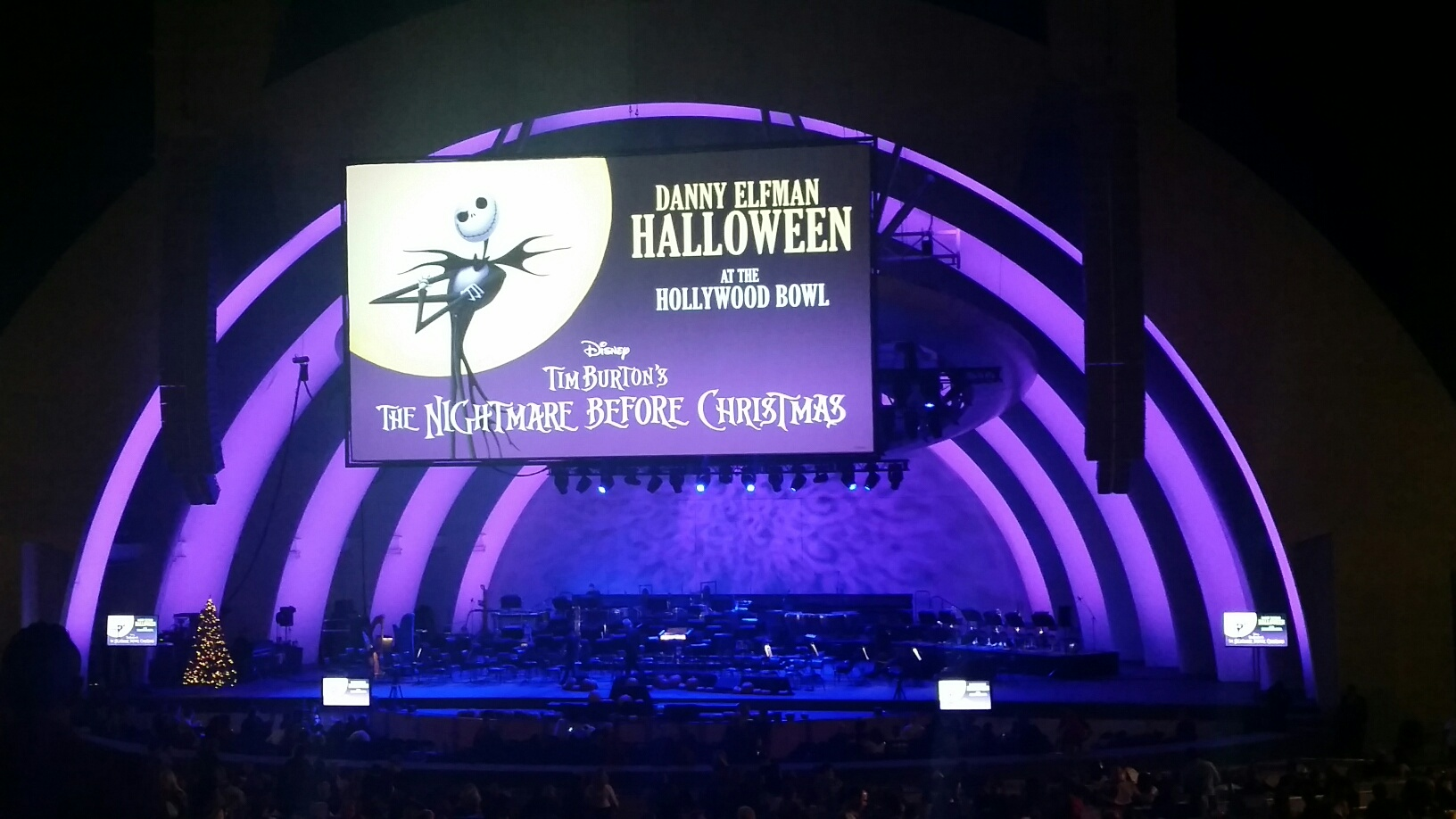
«Кошмар перед Рождеством» Эльфмана в концертном исполнении в Hollywood Bowl.

В октябре 2013 года Эльфман впервые после распада Oingo Boingo вернулся на сцену и исполнил вокальные партии к нескольким песням из «Кошмара перед Рождеством» в рамках концерта под названием «Музыка Дэнни Эльфмана из фильмов Тима Бёртона» (англ. Danny Elfman's Music from the Films of Tim Burton), в который вошли музыкальные сюиты из 15 фильмов Тима Бёртона в новой аранжировке Эльфмана. Впоследствии концерт гастролировал по всему миру и прошёл в Японии, Австралии, Мексике, а также по всей Европе и США. С 2015 года Эльфман почти ежегодно участвует в концерте Hollywood Bowl Halloween с полным оркестром, исполняющим музыку «Кошмара перед Рождеством» в прямом эфире под кинопроекцию.
В 2019 году было объявлено, что Эльфман получил заказ на написание произведения для Национального молодёжного оркестра Великобритании, премьера которого была запланирована на 2020 год, и концерта для ударных инструментов Колина Карри для Лондонского филармонического оркестра и Американского университета Сока, премьера которого была запланирована на весну 2021 года, а затем перенесена на весну 2022 года. Среди других работ, находящихся в стадии планирования, — концерт для виолончели Готье Капукона, премьера которого состоится в Вене, Париже и Сан-Франциско в 2022 году, а также проект, в котором будут участвовать камерный оркестр и собственный голос Эльфмана.
Было объявлено, что Эльфман примет участие в фестивале Коачелла 2020 с сетом под названием «Прошлое, настоящее и будущее! От Boingo до Batman and Beyond!» (англ. Past, Present and Future! From Boingo to Batman and Beyond!) Эльфман уточнил на своей странице в Instagram, что это не будет воссоединением Oingo Boingo, написав: «Я создаю живой микс из моих последних 40 лет — как музыки к фильмам, так и песен… в него входят мои годы в Boingo, мои композиторские годы и несколько вещей, над которыми я работал последний год или около того, и это будут мировые премьеры». Фестиваль был отменён в 2020 году и снова в 2021 году из-за пандемии COVID-19, но Эльфман выступил в числе участников в 2022 году.

### Телевидение и прочие проекты
Помимо музыки к фильмам, Эльфман написал темы к сериалам «Симпсоны» , «Байки из склепа», «Флэш» и «Отчаянные домохозяйки», который принёс Эльфману первую «Эмми». Он также адаптировал свои оригинальные темы для анимационных версий «Бэтмена» и «Битлджуса». Время от времени Эльфман делает вылазки на сериальное телевидение, в том числе в сериалах «Альфред Хичкок представляет», «Удифительные истории» и «Pee-wee's Playhouse», а также мини-сериал «Когда мы восстанем», музыку к которому он написал в соавторстве с Крисом Бэконом.
Он написал музыку для анимационных короткометражек, включая «Face Like A Frog» Салли Круикшанк и интернет-сериал «Stainboy» Тима Бёртона.
Эльфман написал фоновую музыку для персональной выставки Луиджи Серафини «il Teatro della Pittura» в Fondazione Mudima di Milano в Милане, Италия, в 1998 году и для выставки Тима Бёртона в MoMA в 2009 году.
В 1990-х годах Эльфман написал музыку для рекламных кампаний Nike, Nissan и Lincoln-Mercury, а в 2002 году написал музыку для рекламной кампании Honda «Power of Dreams», которая стала первым рекламным роликом, снятым в формате IMAX.
В 2013 году он написал музыку и исполнил вокал на английском языке для аттракциона «Мистическая усадьба» в гонконгском Диснейленде.
31 октября 2019 года образовательная программа MasterClass выпустила «Making Music out of Chaos», представляющую 21 композиторский и карьерный урок из четырёх десятилетий опыта Эльфмана, главным образом в киноиндустрии.
Эльфман создал 10-минутное видео «Joe Biden», в котором Джо Байден принял номинацию кандидата в президенты на Демократической национальной конвенции 2020 года.
В октябре 2020 года Эльфман на Anti- Records и Epitaph Records выпустил неожиданный сингл «Happy». С января 2021 года он выпустил пять следующих синглов «Sorry», «Love In The Time of COVID», «Kick Me», «True» и переработанную песню времён его участия в Oingo Boingo «Insects» с альбома Nothing to Fear 11 числа каждого месяца. Альбом Big Mess был выпущен 11 июня. 11 августа того же года Эльфман выпустил ремикс на песню «True» с вокалом, разделённым между Эльфманом и фронтменом Nine Inch Nails Трентом Резнором.

## Личная жизнь
В начале 80-х был женат на Джери Эйзенменгер. В 1984 году у них родилась дочь Мали Эльфман; также Дэнни удочерил Лолу (родилась в 1979), дочь жены от первого брака 29 ноября 2003 года Эльфман женился на американской актрисе Бриджит Фонда.

## Фильмография
Композитор
- 2024 — Битлджус Битлджус
- 2022 — Доктор Стрэндж: В мультивселенной безумия
- 2019 — Дамбо
- 2018 — Не волнуйся, далеко он пешком не уйдёт
- 2017 — Лига справедливости
- 2017 — На пятьдесят оттенков темнее
- 2016 — Девушка в поезде
- 2016 — Алиса в Зазеркалье
- 2015 — Ужастики
- 2015 — Тюльпанная лихорадка
- 2015 — Мстители: Эра Альтрона (совместно с Брайаном Тайлером)
- 2015 — Конец тура
- 2015 — Пятьдесят оттенков серого
- 2014 — Большие глаза
- 2014 — Приключения мистера Пибоди и Шермана
- 2013 — Афера по-американски
- 2013 — Далласский клуб покупателей
- 2013 — Неизвестный известный
- 2013 — Эпик
- 2013 — Оз: Великий и Ужасный
- 2012 — Франкенвини
- 2012 — Страна обетованная
- 2012 — Хичкок
- 2012 — Люди в чёрном 3
- 2012 — Мой парень — псих
- 2012 — Мрачные тени
- 2011 — Не сдавайся
- 2011 — Живая сталь
- 2010 — Три дня на побег
- 2010 — Алиса в Стране чудес
- 2010 — Человек-Волк
- 2010 — Не беспокоить
- 2009 — 9
- 2009 — Штурмуя Вудсток
- 2009 — Терминатор: Да придёт спаситель / Terminator Salvation
- 2008 — Хеллбой 2: Золотая армия / Hellboy 2: Golden Army
- 2008 — Особо опасен / Wanted
- 2008 — Харви Милк (фильм) / Milk
- 2007 — Королевство / Kingdom
- 2007 — В гости к Робинсонам / Meet the Robinsons
- 2007 — Aqua Teen Hunger Force Colon Movie Film for Theaters
- 2006 — Суперначо / Nacho Libre
- 2006 — Паутина Шарлотты / Charlotte’s Web
- 2005 — Труп невесты / Corpse Bride
- 2005 — Чарли и шоколадная фабрика / Charlie and the Chocolate Factory
- 2004 — Человек-паук 2 / Spider-Man 2
- 2004 — Отчаянные домохозяйки
- 2003 — Крупная рыба / Big Fish
- 2003 — Халк / Hulk
- 2002 — Человек-паук / Spider-Man
- 2002 — Люди в чёрном 2 / Men in Black II
- 2002 — Красный дракон / Red Dragon
- 2002 — Чикаго / Chicago
- 2001 — Дети шпионов / Spy Kids
- 2001 — Планета обезьян / Planet of the Apes
- 2001 — Новокаин
- 2000 — Доказательство жизни / Proof of Life
- 2000 — Семьянин
- 1999 — Сонная Лощина / Sleepy Hollow
- 1999 — Где угодно, только не здесь
- 1998 — Гражданский иск / A Civil Action
- 1998 — Простой план
- 1997 — Умница Уилл Хантинг / Good Will Hunting
- 1997 — Флаббер-попрыгунчик
- 1997 — Люди в чёрном / Men in Black
- 1996 — Страшилы
- 1996 — Крайние меры / Extreme Measures
- 1996 — Миссия невыполнима / Mission: Impossible
- 1996 — Марс атакует! / Mars Attacks!
- 1995 — Долорес Клэйборн
- 1995 — За что стоит умереть
- 1994 — Чёрный Красавец
- 1993 — Соммерсби / Sommersby
- 1993 — Кошмар перед Рождеством / Nightmare Before Christmas
- 1993 — Армия тьмы
- 1992 — Баффи — истребительница вампиров
- 1992 — Возвращение Бэтмена / Batman Returns
- 1990 — Эдвард Руки-ножницы / Edward Scissorhands
- 1990 — Человек тьмы
- 1990 — Дик Трейси
- 1989 — Бэтмен / Batman
- 1989 — Симпсоны / Simpsons, сериал
- 1988 — Успеть до полуночи
- 1988 — Битлджус
- 1987 — Летняя школа
- 1986 — Кувалда / Sledge Hammer (телесериал), 1986—1988
- 1985 — Большое приключение Пи-Ви
- 1980 — Forbidden Zone

## Компьютерные игры
- 2004 — Fable: The Lost Chapters
- 2007 — The Simpsons Game
- 2008 — Fable II
- 2010 — Fable III

## Награды и номинации

### Награды
- 1994 — Премия «Сатурн» в категории «Лучшая музыка к научно-фантастическому фильму» («Кошмар перед Рождеством»)
- 1997 — Премия «Сатурн» в категории «Лучшая музыка к научно-фантастическому фильму» («Марс атакует!»)
- 1998 — Премия «Сатурн» в категории «Лучшая музыка к научно-фантастическому фильму» («Люди в чёрном»)
- 2000 — Премия «Сатурн» в категории «Лучшая музыка к научно-фантастическому фильму» («Сонная Лощина»)
- 2003 — Премия «Сатурн» в категории «Лучшая музыка к научно-фантастическому фильму» («Человек-паук»)
- 2005 — Премия «Эмми» за лучшую музыку к телесериалу («Отчаянные домохозяйки»)[7]
- 2013 — Премия «Сатурн» в категории «Лучшая музыка к научно-фантастическому фильму» («Франкенвини»)
- 2022 — премия «Сатурн» в категории «Лучшая музыка к фильму» («Доктор Стрэндж: В мультивселенной безумия»)

### Номинации
«Оскар»
- 1998 — Оскар, Номинация: Лучший саундтрек к драматическому фильму («Умница Уилл Хантинг»)
- 1998 — Оскар, Номинация: Лучший саундтрек к музыкальному/комедийному фильму («Люди в чёрном»)
- 2004 — Оскар, Номинация: Лучший оригинальный саундтрек («Крупная рыба»)
- 2009 — Оскар, Номинация: Лучший саундтрек («Харви Милк»)

BAFTA
- 2003 — Британская академия киноискусств, Номинация: Премия имени Энтони Эскуита за достижения в создании музыки к фильму («Чикаго»)
- 2011 — Британская академия киноискусств, Номинация: Премия имени Энтони Эскуита за достижения в создании музыки к фильму («Алиса в Стране чудес»)

«Золотой глобус»
- 1994 — Золотой глобус, в номинации «Лучшая музыка к фильму» («Кошмар перед Рождеством»)
- 2004 — Золотой глобус, в номинации «Лучшая музыка к фильму» («Крупная рыба»)
- 2011 — Золотой глобус, в номинации «Лучшая музыка к фильму» («Алиса в Стране чудес»)

«Сатурн»
- 1990 — Сатурн, в номинации «Лучшая музыка к фильму» («Битлджус»)
- 1992 — Сатурн, в номинации «Лучшая музыка к фильму» («Эдвард Руки-ножницы»)
- 1996 — Сатурн, в номинации «Лучшая музыка к фильму» («Долорес Клэйборн»)
- 1997 — Сатурн, в номинации «Лучшая музыка к фильму» («Страшилы»)
- 2004 — Сатурн, в номинации «Лучшая музыка к фильму» («Халк»)
- 2005 — Сатурн, в номинации «Лучшая музыка к фильму» («Человек-паук 2»)
- 2006 — Сатурн, в номинации «Лучшая музыка к фильму» («Чарли и шоколадная фабрика»)
- 2014 — Сатурн, в номинации «Лучшая музыка к фильму» («Оз: Великий и Ужасный»)